# Sukob Izraela i Hezbollaha (2023. – danas)
Sukob Izraela i Hezbollaha događa se duž izraelsko-libanonske granice te u Siriji i Golanskoj visoravni od 8. listopada 2023. To je trenutno najveća eskalacija sukoba Hezbollaha i Izraela koja se dogodila od Izraelsko-libanonskoga rata 2006. i dio prelijevanja rata između Izraela i Hamasa.
Dana 8. listopada 2023., Hezbollah je počeo ispaljivati navođene rakete i topničke granate na izraelske položaje u okupiranim farmama Shebaa, za što je rekao da je znak solidarnosti s Palestincima nakon Hamasovog napada na Izrael koji se dogodio dan ranije. Izrael je uzvratio napadima bespilotnim letjelicama i topničkim projektilima na položaje Hezbollaha u blizini libanonske granice s Golanskom visoravni koju je prije okupirao Izrael.
U sjevernom Izraelu, sukob koji je u tijeku prisilio je otprilike 96.000 ljudi da napuste svoje domove, dok je u Libanonu oko 500.000 ljudi raseljeno. Hezbollah je izjavio da neće zaustaviti napade na Izrael dok ne prestanu izraelski napadi i vojne operacije u Gazi. Između 21. listopada 2023. i 20. veljače 2024. Privremene snage Ujedinjenih naroda u Libanonu (UNIFIL) zabilježile su procijenjenih 7948 incidenata topničke vatre s juga Plave linije (od Izraela do Libanona) i 978 incidenata topničke vatre sa sjeverne strane (od Libanona do Izraela).
Značajna eskalacija dogodila se u rujnu 2024., počevši od eksplozija pejdžera u Libanonu — koja je bila usmjerena na Hezbollah i uvelike se pripisivala Izraelu nakon čega su uslijedili svakodnevni izraelski zračni napadi koji su uključivali atentate na više zapovjednike Hezbollaha. Izrael je izjavio da će se njegovi napadi nastaviti sve dok se izraelski građani u blizini sjeverne granice ne budu mogli sigurno vratiti kući. Najviše žrtava u Libanonu u ovom sukobu dogodilo se za vrijeme izraelskih zračnih napada 23. rujna koji su rezultirali s najmanje 558 smrtnih slučajeva i više od 1835 ozlijeđenih, uključujući djecu, žene i bolničare. Tijekom ove kampanje snage IDF-a bombardirale su i uništile središnje zapovjedno sjedište Hezbollaha u Bejrutu.